# エゴン・シュルツ

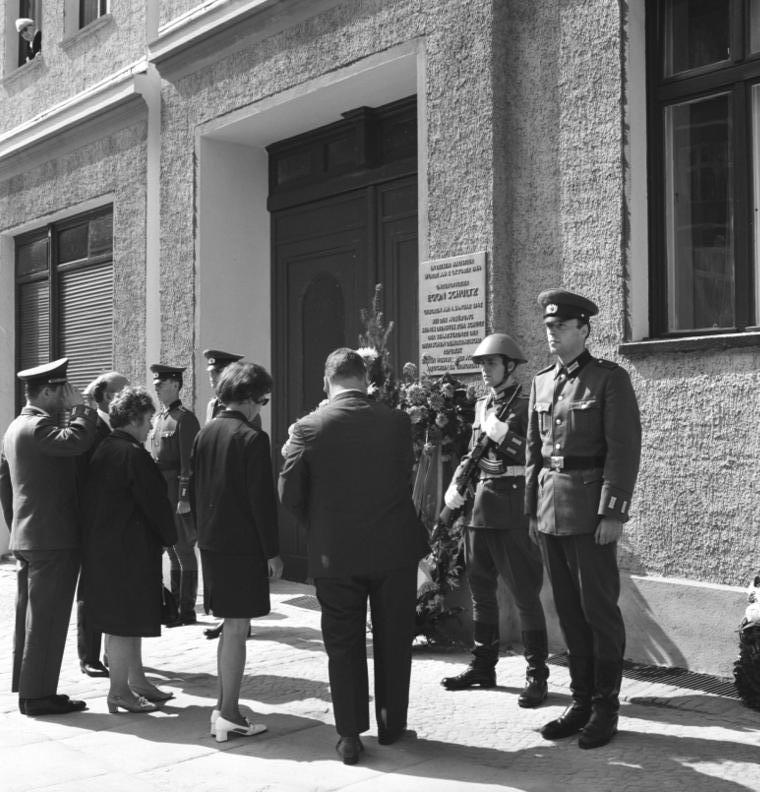
シュルツの死から10年後の1971年8月13日に現場近くで行われた慰霊式の様子。

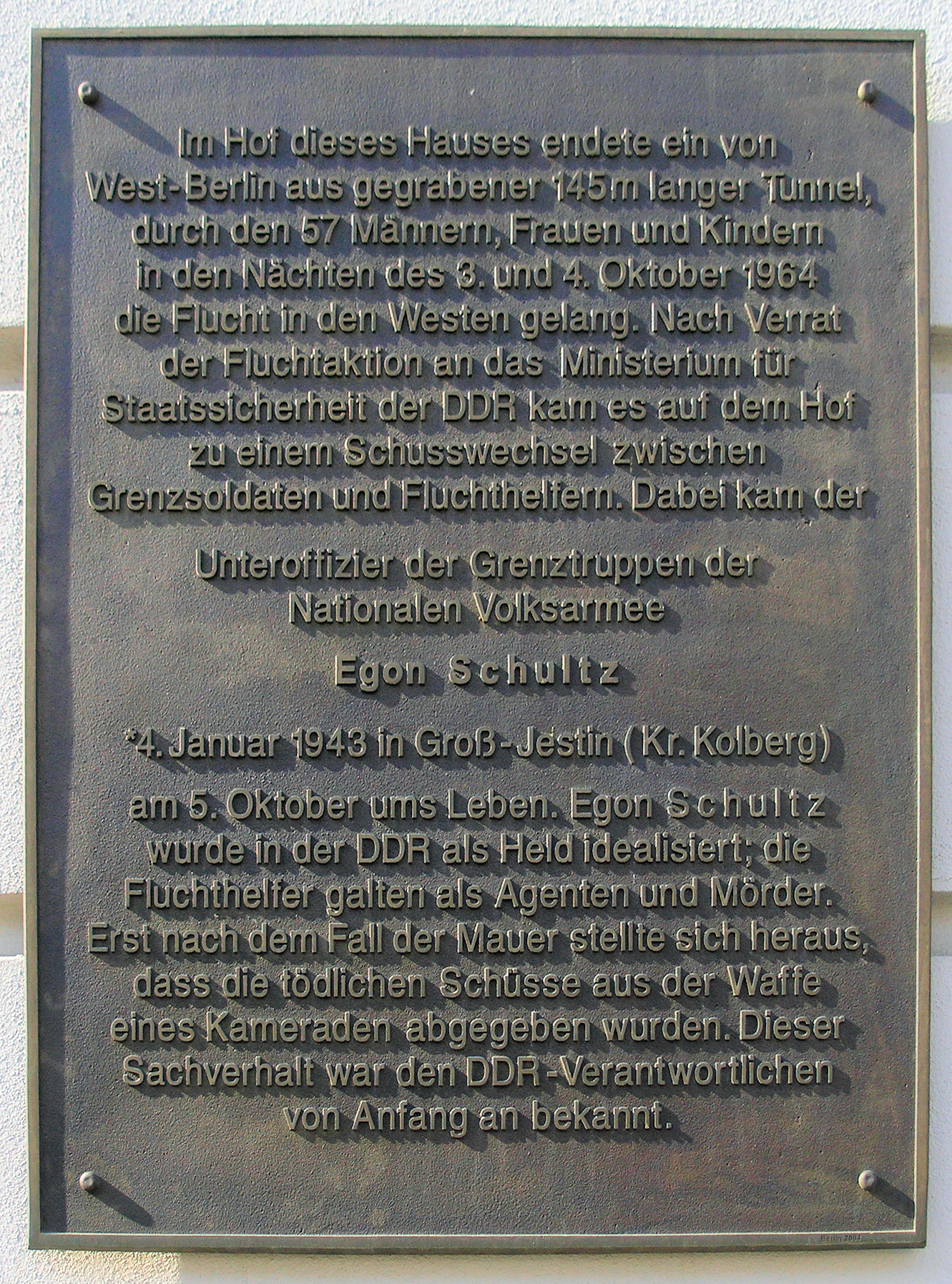
シュルツの慰霊碑

エゴン・シュルツ（Egon Schultz, 1943年1月4日 - 1964年10月5日）は、ドイツ民主共和国（東ドイツ）の軍人。国境警備隊の隊員として東ベルリンにおける警備任務に従事していたが、逃亡援助者(Fluchthilfe)らとの銃撃戦の折に殉職した。最終階級は軍曹。
銃撃戦が発生した現場はベルリンのシュトレーリッツァー通り55番地である。彼が殉職した時、逃亡援助者らは後にトンネル57として知られるトンネルからの脱走を図っていた。摘発までにこのトンネルを通じて東ベルリンから西ベルリンへ57名の難民が脱走した。

## 経歴
1943年、グロース・イェスティン(Groß Jestin)にてウェイトレスと運転手の息子として生を受けた。成人後は教師として働いていたが1963年11月より兵役を果たす為に国境警備隊へ入隊した。

### 殉職
1964年10月5日、シュルツの部隊は国家保安省のエージェント2名と共にシュトレーリッツァー通り55番地の調査に向かった。しかし彼らが55番地の中庭に侵入したところ、逃亡援助者らと遭遇し銃撃戦となったのである。この際、逃亡援助者クリスティアン・ツォーベル(Christian Zobel)の拳銃から発射された弾がシュルツの肩に命中する。倒れこんだシュルツは立ち上がろうとしていたが、友軍のMPi-K突撃銃による誤射を受け死亡した。
東独指導部では、この事件について「西のエージェント」であるツォーベルがシュルツを射殺したのだという見解を示した。実際にはシュルツの直接の死因が誤射であるという話は事件後すぐに広く知れ渡ってしまっていたが、当局はこの見解を維持し続け、シュルツを民族的英雄と称え続けた。事件の証拠にも捏造が加えられ、例えばシュルツが殉職の折に着用していた制服の写真はトリミングされ、突撃銃による弾痕は見えないようにされていた。さらに当局では、彼ら逃亡援助者が西のエージェントあるいは暗殺者として活動していたという見解を明らかにした。友軍の誤射があった事実は、国家保安省の公的な捜査記録の中にのみ残されている。ただし、この記録では最初のツォーベルによる銃撃でシュルツは既に死んでいたとされている。また、この事件に関与した逃亡援助者の1人は、後に宇宙飛行士となるラインハルト・フラーであった。

### 影響
死後、彼はドイツ民主共和国における民族的英雄として扱われる事となり、東独では多くの学校や大通り、軍の部隊や施設に「エゴン・シュルツ」の名が付けられた。子供向けの伝記にもなり、ほとんどの東独市民は学校教育ないしメディアを通じて幼い内から彼の名を知っていた。
ドイツ連邦共和国（西ドイツ）でもこの事件は大きく注目され、当時『シュテルン紙の編集長だったヘンリ・ナンネンは暫定的にトンネルを買い上げ占有権を確保していた為、事件により東西ドイツ間で高まった緊張と東独側の態度の硬化について責任があるとして非難を受けた。さらに西独政府当局によるトンネル構築への支援があった旨が報じられると、政治家たちへの非難も巻き起こった。
1991年12月1日、事件現場であり最も早く改名されていたエゴン・シュルツ通り(Egon-Schultz-Straße)の名称がかつてのシュトレーリッツァー通りに戻された。その他にも彼の名を冠していた学校施設等の名称はその多くがかつてのものに戻されるか、別の新しい名称に変更されている。例えばロストックのエゴン・シュルツ上級学校(Egon-Schultz-Oberschule)はケーテ・コルヴィッツ・ギムナジウム(Käthe-Kollwitz-Gymnasium)に改称され、同校の生徒と保護者の寄付で設置されたシュルツの記念碑は撤去された。
1995年、ヘーノウにあったエゴン・シュルツ上級学校が学校会議(Schulkonferenz)による決定に基づき、グリム兄弟基礎学校(Gebrüder-Grimm-Grundschule)と改称された。同会議では、かつて設置されたシュルツの記念碑の撤去も決定していたが、まもなくこれに対する学生や教師、地域代表者らによる反対運動が起こった。当時のヘーノウ市長は『ベルリナー・ツァイトゥンク』紙の取材に対し、「議論をする必要などありはしない。我々は、我々の記念碑と共にある方法を模索しなければならない」と述べている。
2001年、ブリッタ・ヴァウアーは1964年10月のトンネル57の銃撃事件とそれ以前の逃亡計画にまつわるドキュメンタリー映画『Heldentod – Der Tunnel und die Lüge』(英雄の死 - トンネルと嘘)を製作した。この映画はドイツテレビ賞(Deutscher Fernsehpreis)を受賞し、2001年8月8日に『Heldentod – Wer erschoss Egon Schultz?』（英雄の死 - 誰がエゴン・シュルツを撃ったのか？）のタイトルで放送された。
2004年、元逃亡援助者、元難民、ベルリンの壁資料センター、そしてシュルツの友人が共同して彼の死の現場に記念碑が設置され、再統一後行われていなかった慰霊式が再び行われた。